# Danny Lux
Pour les articles homonymes, voir Lux.
Daniel Scott “Danny” Lux, né en juin 1969, est un compositeur de musiques de films et séries télévisées.

## Filmographie

### Cinéma
- 1994 : Score with Chicks (vidéo)
- 2001 : Scary Movie 2 de Keenen Ivory Wayans
- 2002 : Stolen Summer
- 2002 : Halloween: Resurrection de Rick Rosenthal

### Télévision

#### Séries télévisées
- 1993 : New York Police Blues ("NYPD Blue")
- 1994 : La Vie à cinq ("Party of Five")
- 1995 : Sliders : Les Mondes parallèles ("Sliders")
- 1996 : Sabrina, l'apprentie sorcière ("Sabrina, the Teenage Witch")
- 1997 : Crisis Center
- 1997 : Ally McBeal ("Ally McBeal")
- 1998 : Breaking the Magicians' Code: Magic's Biggest Secrets Finally Revealed
- 1998 : Dawson ("Dawson's Creek")
- 1998 : Significant Others ("Significant Others")
- 1999 : Ally ("Ally")
- 2000 : Young Americans ("Young Americans")
- 2000 : La Vie avant tout ("Strong Medicine")
- 2000 : Boston Public ("Boston Public")
- 2001 : Robotica
- 2001 : State of Grace
- 2002 : Emma Brody ("The American Embassy")
- 2002 : The Bachelor
- 2002 : John Doe
- 2002 : Hack
- 2003 : The Bachelorette
- 2003 : Shérifs à Los Angeles (10-8: Officers on Duty)
- 2003 : Karen Sisco
- 2003 : Trista & Ryan's Wedding
- 2004 : NIH : Alertes médicales (Medical Investigation)
- 2005 : Grey's Anatomy
- 2005 : The Law Firm
- 2005 : Earl
- 2006 : Pepper Dennis
- 2009 : Melrose Place : Nouvelle Génération
- 2013 : Mistresses (série télévisée, 2013)
- 2018 : Manifest

#### Téléfilms
- 1998 : Sabrina Goes to Rome
- 1999 : Exposed! Pro Wrestling's Greatest Secrets
- 2000 : Who Wants to Marry a Multi-Millionaire?
- 2000 : Unauthorized Brady Bunch: The Final Days
- 2000 : Sexiest Bachelor in America Pageant
- 2001 : Cheating Spouses Caught on Tape
- 2003 : Lucky 7
- 2004 : Infidelity
- 2004 : I Do (But I Don't)
- 2005 : Fatale séduction (Widow on the Hill)
- 2005 : Spring Break Shark Attack
- 2005 : Campus Confidential
- 2010 : Les demoiselles d'honneur s'en mêlent (Revenge of the Bridesmaids)
- 2010 : Love and The City (Beauty and the Briefcase)
- 2017 : Destin brisé : Britney Spears, l'enfer de la gloire (Britney Ever After)